# Ciril VI
|  | Per a altres significats, vegeu «Ciril VI de Constantinoble». |

Ciril VI (copte: Ⲕⲩⲣⲓⲗⲗⲟⲩ; àrab: كيرلس, Kīrilus), nascut Azer Youssef Atta (Damanhur, Egipte, 2 d'agost de 1902 -9 de març de 1971) va ser Papa i patriarca copte d'Alexandria (10 de maig de 1959 - 9 de març de 1971).
Ciril VI va néixer en una família ortodoxa copta. Va renunciar a un lloc de servei civil per esdevenir monjo el juliol de 1927. Passà el seu període de prova i, el 24 de febrer 1928 va prendre els seus vots monàstics al monestir de Paromeos, assumint el nom del Pare Mina el-Baramosy (Pare Mina del Monestir Paromeos). També va ser conegut com el pare Mina l'ancià.
El 1947, el pare Mina construir l'església de Sant Mina al Caire. També solia resar a l'església de la Santíssima Verge de Babilònia abans d'assumir el papat.
El pare Mina es va convertir en el Papa d'Alexandria el 10 de maig 1959. D'acord amb l'antiga tradició de l'Església Copta, el Papa Ciril VI va ser l'únic monjo al segle XX en ser elegit per al papat, sense haver estat bisbe metropolità abans. Abans d'ell, hi havia tres bisbes metropolitans que es van convertir en papes d'Alexandria: el Papa Joan XIX (1928-1942), el Papa Macari III (1942-1944) i el Papa Josep II d'Alexandria (1946-1956). Després d'ell, el Papa Shenouda III també va ser bisbe abans d'esdevenir Papa.
El Papa Ciril VI va elevar l'arquebisbe de l'Església Ortodoxa Etíop Tewahido al títol de patriarca catolicós. Abuna Basilios, que va ser el primer etíop que fou nomenat arquebisbe d'Etiòpia pel Papa Josep II d'Alexandria, va ser el primer patriarca d'Etiòpia. En agraïment, Ciril VI va ser guardonat amb el Gran Cordó de l'Estrella de Salomó per l'emperador Haile Selassie. El novembre de 1959 es va posar la primera pedra del nou monestir de Sant Mina al desert de la Mareòtida.
El gener de 1965, el Papa Ciril VI va presidir la Comissió de les Esglésies ortodoxes orientals a Addis Abeba, el primer sínode ecumènic i no calcedònic d'aquestes esglésies celebrades en els temps moderns.
Al juny de 1968, el Papa Ciril va rebre les relíquies de Sant Marc l'evangelista i apòstol, que havia estat portades d'Alexandria a Venècia més d'onze segles abans. Les relíquies van ser enterrades sota la recentment acabada catedral de Sant Marc al Caire, que va ser construïda durant el papat de Ciril i va ser inaugurada en un acte al qual van assistir el president Gamal Abdel Nasser, l'emperador Haile Selassie, i els delegats de la majoria d'altres esglésies.
El papat de Ciril VI també va estar marcat per les aparicions sense precedents de la Mare de Déu a Zeitoun, Egipte (a partir del 2 d'abril 1968).
Es diu que el Papa Ciril VI estava dotat de clarividència, i que sabia qui venia a veure'l, les seves necessitats (abans que se'ls va revelar) i les respostes de Déu. Per exemple, es diu que ell sabia la data de la seva mort. També es diu que tenia el do de la bilocació. Es creu per molts que obrà nombrosos miracles inclús després de mort per intercessió del Papa Ciril VI. També es creu que és un dels anacoretes.
La seu del Papa Ciril VI va ser inicialment ubicada a la Catedral Ortodoxa Copta de Sant Marc a Azbakeya, el Caire. No obstant això, durant el seu papat es va construir la catedral de Sant Marc a Abbasseya, també al Caire, que després va esdevenir la seu del Papa copte ortodox.